# Эн-Нафаа, Мухаммед
Мухаммед эн-Нафаа или Мухаммед ан-Нафаа (иногда в литературе — Эннафаа) (28 августа 1917, Джендуба — 17 октября 2007, г. Тунис) — деятель рабочего и коммунистического движения Туниса.

## Биография
Сын крестьянина. Получил педагогическое образование в Алжире. Преподавал греческий и латинский языки.
В 1934 за нелегальную политическую деятельность был заключен в тюрьму.
В годы Второй мировой войны — участник в Движения Сопротивления против итальянских войск Муссолини (1939—1945).
В 1943 году вступил в Тунисскую коммунистическую партию (ТКП). В 1943—1945 секретарь городской партийной организации ТКП в г. Сфакс.
С 1946 — член ЦК и Политбюро Тунисской компартии. В 1947 — редактор Центрального печатного органа партийной газеты «Ат-Талиа» («Авангард»).
На 3-м съезде ТКП в 1948 году был избран первым секретарём ЦК Тунисской коммунистической партии. Возглавлял ТКП до 1981 года, когда его сменил Мухаммед Хармель.
В январе 1952 был арестован и заключен в тюрьму за участие в кровавых столкновениях с французскими оккупационными силами. Провёл в заключении четыре года, освобождëн после обретения независимости страны в 1956 году.
С января 1963 года после запрета деятельности ТКП, работал в подполье. Ряд руководителей партии подвергся репрессиям. В 1968 над ним и группой тунисских коммунистов состоялся судебный процесс.
Продолжил свою деятельность в партии, участвовал в дебатах, возглавил партийную конференцию в апреле 1993, которая привела к преобразованию ТКП в нынешнее Движение обновления («Mouvement Ettajdid»).
Автор ряда работ по вопросам освободительного движения тунисского народа.
Умер в 2007 году. Похоронен в северном пригороде Туниса на кладбище Карфаген.